# Agnes von Montfort-Feldkirch
Agnes von Montfort-Feldkirch (* um 1330, † vor dem 10. März 1379) war ein Mitglied der Adelsfamilie Montfort. Sie spielte eine besondere Rolle in der Geschichte des Fürstentums Liechtenstein.
Agnes von Montfort-Feldkirch war die Ehefrau von Hartmann III. von Werdenberg-Sargans und von Wolfhart I. von Brandis. Aus erster Ehe hatte sie 3 Söhne: Rudolf VI. von Werdenberg-Sargans, Heinrich V. von Werdenberg-Sargans und Hartmann IV. von Werdenberg-Sargans. Aus zweiter Ehe entstammten Wolfhart IV. von Brandis und Ulrich Thüring von Brandis. Nachdem sich herausstellte, dass die Söhne aus erster Ehe keine erbberechtigten Nachfolger zeugen konnten, übernahmen die Söhne aus zweiter Ehe die Herrschaft über die Gebiete der Grafen von Werdenberg-Sargans. Dadurch kam das Gebiet des heutigen Liechtensteins unter die Herrschaft der Freiherren von Brandis.